# Дробинский, Виталий Григорьевич
Виталий Григорьевич Дробинский (укр. Віталій Григорович Дробінський; род. 28 февраля 1936 года) — украинский государственный деятель, депутат Верховной рады Украины I созыва (1990—1994).

## Биография
Родился 28 февраля 1936 года.
Окончил Украинскую сельскохозяйственную академию по специальности «инженер-электрик».
Работал генеральным директором производственного объединения «Мегомметр» (г. Умань Черкасской области).
Являлся членом КПСС с 1968 по 1991 год.
В 1990 году в ходе первых альтернативных парламентских выборов в Украинской ССР был выдвинут кандидатом в народные депутаты трудовым коллективом производственного объединения «Мегомметр», 18 марта 1990 года в первом туре был избран народным депутатом Верховного совета Украинской ССР XII созыва (в дальнейшем — Верховной рады Украины I созыва) от Уманского городского избирательного округа № 420 Черкасской области, набрал 52,76% голосов среди 13 кандидатов. В парламенте являлся членом комиссии по вопросам планирования, бюджета, финансов и цен. Депутатские полномочия истекли 10 мая 1994 года.